# Lingua dei segni inuit
La lingua dei segni inuit o IUR (in inuit Inuit Uukturausingit) è una lingua dei segni utilizzata dalla comunità sorda in Nunavut.

## Storia
La lingua dei segni inuit si è sviluppata nelle comunità dei sordi in Nunavut a partire dal XX secolo. La lingua segnica attuale è affine alla segnologia isolata.